# آریه لوین
آریه لوین (انگلیسی: Aryeh Levin) (عبری: אריה לוין) یک سیاستمدار اسرائیلی ایرانی تبار بود که به عنوان سفیر اسرائیل در آمریکا و اتحاد جماهیر شوروی خدمت کرد. او هم‌اکنون به عنوان مشاور در زمینه مسائل مربوط به ایران و شوروی است.

## زندگی‌نامه
لوین در یک خانواده یهودی روسی در تهران در سال ۱۹۳۰ به دنیا آمد. او تحصیلات ابتدایی را در مدرسه یهودی و تحصیلات دبیرستان خود را در دبیرستان آمریکایی به پایان برد. در سال ۱۹۵۰ او به اسرائیل مهاجرت کرد و بعداً در دانشگاه عبری اورشلیم به تحصیل علوم سیاسی پرداخت.

## فعالیتها
در بین سال‌های ۱۹۴۸ تا ۱۹۵۰ لوین در کمیته مشترک توزیع آمریکایی یهودی مشغول به کار بود. در سال ۱۹۵۱ او به ارتش اسرائیل پیوست. او تا سال ۱۹۶۴ در بخش اطلاعات ارتش اسرائیل باقی ماند. در سال ۱۹۶۲ او در وزارت امور خارجه اسرائیل در بخش مسائل ایران و شمال آفریقا استخدام شد. در سال ۱۹۶۵ او سفیر اسرائیل در رواندا شد. در سال ۱۹۶۷ او به سفارت اسرائیل در پاریس منتقل شد. او در سال ۱۹۷۳ به عنوان نماینده اسرائیل در تهران انتخاب شد. در سال ۱۹۸۸ او به عنوان سفیر اسرائیل در اتحاد جماهیر شوروی انتخاب گردید.

## کتابها
لوین چندین کتاب در زمینه رابطه اسرائیل با روسیه و رابطه اسرائیل با ایران نوشته است. او نویسنده کتاب «سفیر اسرائیل در مسکو» می‌باشد.